# شچیگنگتسا
شچیگنگتسا (به لهستانی:  Ściegnica) یک روستا در لهستان است که در گمینا کوبلنگتسا واقع شده‌است.